# Eleccions parlamentàries poloneses de 1993

Repartiment d'escons al Sejm

Les Eleccions parlamentàries poloneses de 1993 es van celebrar a Polònia el 19 de setembre de 1993 per a renovar l'Assemblea Nacional de Polònia, formada pel Seim de 460 diputats i el Senat de 100 membres. El partit més votat fou Aliança de l'Esquerra Democràtica i es formà un govern de coalició dirigit per Waldemar Pawlak (Partit Popular Polonès), qui fou nomenat primer ministre de Polònia.
Resum dels resultats electorals de 19 de setembre de 1993 a l'Assemblea Nacional de Polònia
| Partits | Partits                                                                         | Vots      | %     | Escons al Sejm | +/-  | Escons al Senat |
| ------- | ------------------------------------------------------------------------------- | --------- | ----- | -------------- | ---- | --------------- |
|         | Aliança de l'Esquerra Democràtica (Sojusz Lewicy Demokratycznej, SLD)           | 2.815.169 | 20,41 | 171            | +111 | 37              |
|         | Partit Popular Polonès (Polskie Stronnictwo Ludowe, PSL)                        | 2.124.367 | 15,40 | 132            | +84  | 36              |
|         | Unió Democràtica (Unia Demokratyczna, UD)                                       | 1.460.957 | 10,59 | 74             | +12  | 5               |
|         | Unió del Treball (Unia Praci, UP)                                               | 1.005.004 | 7,28  | 41             | -    | 2               |
|         | Comitè Electoral Catòlic                                                        | 878.445   | 6,37  | 0              | -49  | -               |
|         | Confederació per una Polònia Independent (Konfederacja Polski Niepodległej)     | 795.487   | 5,77  | 22             | -24  | -               |
|         | Bloc de Suport a les Reformes (Bezpartyjny Blok Wspierania Reform)              | 746.653   | 5,41  | 16             | -    | 2               |
|         | Solidarność                                                                     | 676.334   | 4,90  | -              |      | 9               |
|         | Entesa Centrista (Porozumienie Centrum)                                         | 609.973   | 4,22  | -              |      | -               |
|         | Congrés Liberal Democràtic (Kongres Liberalno-Demokratyczny)                    | 500.578   | 3,99  | -              |      | -               |
|         | Unió de la Política Real (Kongres Liberalno-Demokratyczny)                      | 438.559   | 3,18  | -              |      | -               |
|         | Autodefensa de la República de Polònia (Samoobrona Rzeczpospolitej Polskiej)    | 383.967   | 2,78  | -              |      | -               |
|         | Partit X                                                                        | 377.480   | 2,74  | 0              | -3   | -               |
|         | Coalició per la República                                                       | 371.923   | 2,70  | 0              | -    | -               |
|         | Aliança dels Camperols                                                          | 327.085   | 2,37  | 0              | -    | -               |
|         | Comitè Electoral de la Minoria Alemanya (Komitet Wyborczy Mniejszość Niemiecka) | 60.770    | 0,44  | 4              |      |                 |
|         | Independents                                                                    |           |       |                |      | 9               |
|         | Total (participació 52,13%)                                                     |           |       | 460            |      | 100             |